# エンデ全集
エンデ全集（エンデぜんしゅう）は、日本の出版社・岩波書店が刊行したドイツの文学作家ミヒャエル・エンデの作品全集である。全19巻で、1996年から愛蔵版として刊行された。A5版のサイズで、著作・対談集が含まれている。挿絵は入っていないが、初版限定で『エンデのラスト・トーク』という折り本が付けられていた。

## 収録作品
- 1巻 ジム・ボタンの機関車大旅行
- 2巻 ジム・ボタンと13人の海賊（解説：W・カミンスキー）
- 3巻 モモ（解説：河合隼雄）
- 4巻 はてしない物語 上
- 5巻 はてしない物語 下（解説：池田香代子）
- 6巻 いたずらっ子の本（解説：渡辺和枝）
- 7巻 サーカス物語（解説：岩淵達治）
- 8巻 鏡の中の鏡（解説：司修）
- 9巻 遺産相続ゲーム（解説：平田オリザ）
- 10巻 夢のボロ市・ハーメルンの市の舞踏
- 11巻 スナーク狩り（解説：高橋康也）
- 12巻 魔法のカクテル（解説：中村桂子）
- 13巻 自由の牢獄（解説：田村都志夫）
- 14巻 メルヒェン集
- 15巻 オリーブの森で語り合う（解説：工藤直子）
- 16巻 芸術と政治をめぐる対話（解説：三島憲一）
- 17巻 闇の考古学（解説：子安美知子）
- 18巻 エンデのメモ箱 上
- 19巻 エンデのメモ箱 下（解説：丘沢静也）